# アレクセイ・ストルミン
アレクセイ・セルゲイェーヴィチ・ストルミン（ロシア語: Алексей Серге́евич Сутормин、1994年1月10日 - ）は、ロシアのサッカー選手。ロシア代表。ポジションはFWもしくはDF。

## クラブ歴
下部組織時代はFKストロギノ・モスクワ、FCヒムキ、FCゼニト・サンクトペテルブルクに籍を置いた。
2013年にストロギノ・モスクワで選手となり、7月13日にロシア・セカンドディビジョンで初出場を記録した。
2015年にFKヴォルガリ・アストラハンに完全移籍。2018年にFKオレンブルクに完全移籍した。
2019年6月29日に4年契約でFCルビン・カザンに完全移籍したが、その僅か9日後に親善試合2試合に出場したのみで3+1年契約で古巣のゼニト・サンクトペテルブルクに完全移籍した。

## 代表歴
2021年9月の2022 FIFAワールドカップ・ヨーロッパ予選グループHの際に代表初招集を受けた。10月8日のスロバキア代表戦で代表初出場を記録した。その3日後に行われたスロベニア代表戦では2キャップ目にも関わらず主将を務めた。